# Viasz
A viasz az egyik legrégebben ismert ragasztó. A szó eredetileg csak a ma méhviaszként emlegetett anyagra vonatkozott.
A viasz szó jelentése nem pontosan meghatározott, de általában olyan anyagot jelent, ami tulajdonságaiban a méhviaszra hasonlít, tehát:
- szobahőmérsékleten plasztikus (formálható)
- olvadáspontja 45 °C fölött van (ez különbözteti meg a viaszokat az olajoktól és zsíroktól)
- viszkozitása erősen hőmérsékletfüggő
- nem sokkal olvadáspontja fölött alacsony a viszkozitása (a legtöbb műanyagtól eltérően)
- vízben nem oldható
- hidrofób azaz víztaszító, vízlepergető
- durva vagy finom kristályos szerkezetű
- áttetsző, de nem üvegszerű
- alacsony nyomáson polírozható[1]

## Összetétele

Cetil-palmitát, egy tipikus viaszészter

Magasabb szénatomszámú hosszú szénláncú zsírsavakból, paraffinalkoholokból, illetve ezek észtereiből álló elegy. Előfordulnak 30-40 szénatom hosszúságú láncok is benne. A zsíroknál szilárdabb, konzisztensebb, világos színű, vízlepergető tulajdonságú. Egyfajta karbonsavészter komplex.

## Fajtái

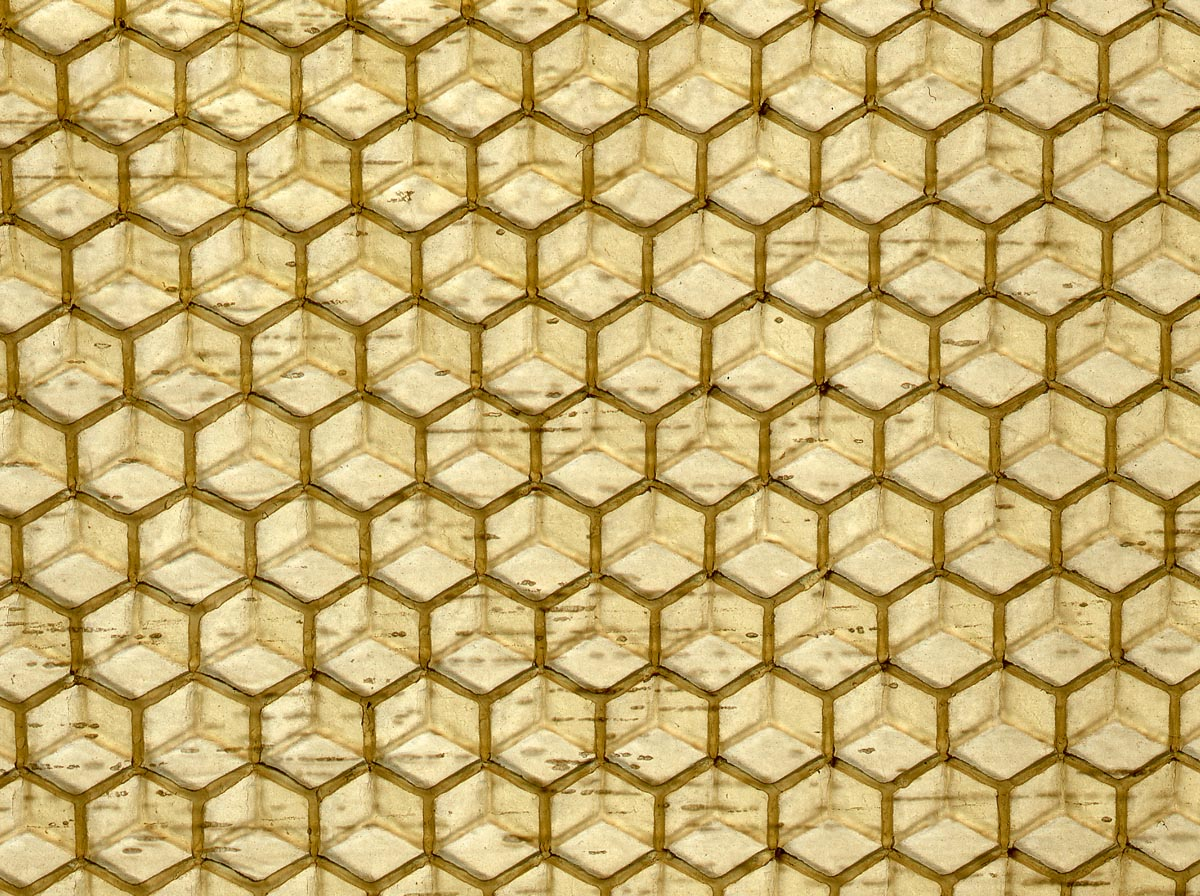
Műlép. A vékony viaszlap két oldalára fémhengerekkel nyomják a mintát

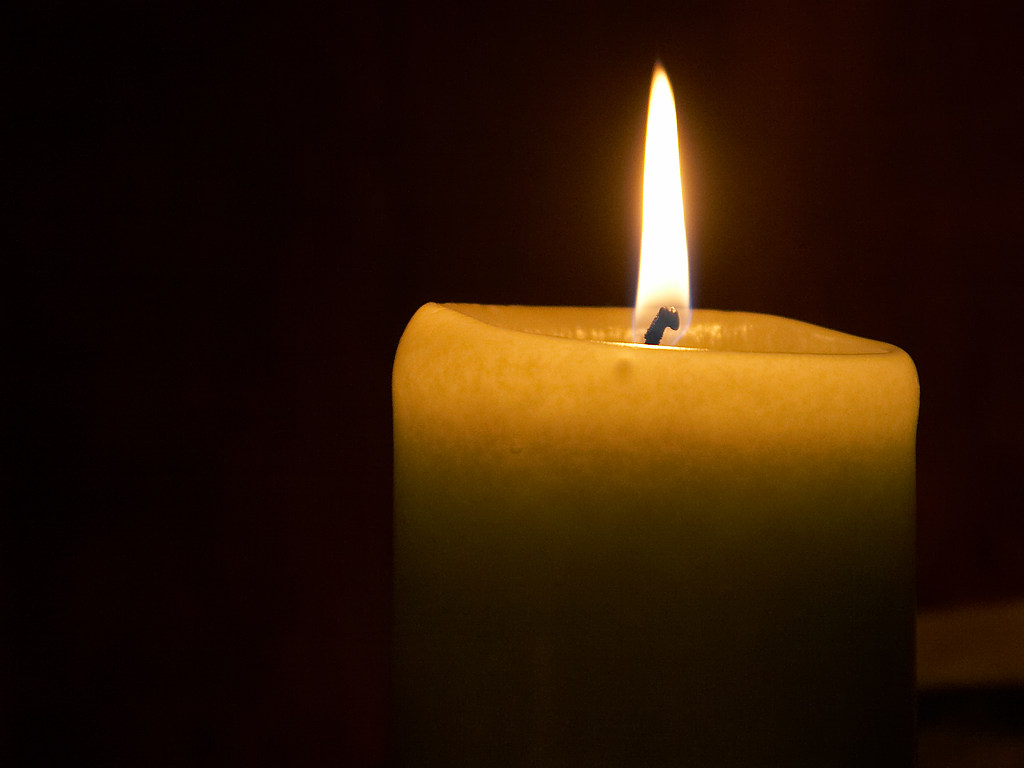
Szintetikus viaszból készült gyertya

A méhviasz a lép felépítésére szolgál. Egyes gyümölcsök héját szintén viasz borítja, ezek a gyümölcsviaszok. A szilva például egy vékony viaszrétegnek köszönheti a hamvasságát. Léteznek szintetikus viaszok is.
A növényi és állati viaszok a lipidekhez tartoznak. Fő komponenseik zsírsavak észterei hosszú láncú, alifás, primer alkoholokkal. Ezek az észterek felépítésükben különböznek a zsíroktól és olajoktól, amelyek zsírsavak trigliceridjei. Emellett tartalmaznak még hosszú láncú alifás karbonsavakat, ketonokat, alkoholokat és szénhidrogéneket. A viaszsavak prototípusa a montánsav, összegképlete C28H56O2. A viaszsavak és a zsírsavak nem határolhatók el szigorúan egymástól, mivel még a zsírsavak tipikus képviselői, mint a palmitinsav és a sztearinsav is megtalálhatók a természetes viaszokban. A növényi viaszok összetétele nem csak a fajtól, hanem a termőhelytől is függ. A kémiai összetétel alapján definiált viaszok sem mindig felelnek meg a fenti mechanikai definíciónak. Mivel keverékek, lágyabbak és olvadáspontjuk alacsonyabb, mint az alkotó vegyületeké.
A méhviasz mellett az állati viaszokhoz tartozik az ámbráscetek ámbrája és a lanolin is. A méhek mellett más rovarok is termelnek viaszt. A méhviasz fő alkotórésze a miricil-palmitát, ami a triakontánol és a palmitinsav észtere. 62-65 °C körül lágyul. Az ámbra fő alkotórésze a cetil-palmitát, ami szintén észter. A lanolin főként szterolok észtereiből áll.
A növények felületi védőrétegként választanak ki viaszt, ami véd a párolgás és a nedvesedés ellen, és még hidratál is.
A növényi viaszokra példa a cukorrépaviasz és a pálmaviasz. A jojobaolaj kémiailag viasz, de a mechanikai definíciónak nem tesz eleget, mivel túl alacsony az olvadáspontja, így szobahőmérsékleten folyékony. További növényi viaszok a candelillaviasz, amit kutyatejfélékből nyernek ki, és a japánviasz. Tartalmaz hosszú láncú alifás szénhidrogénekből szubsztitúcióit tartalmazza alkénekkel, alkil-észterekkel, egy- és kétértékű alkoholokkal, diolokkal, ketonokkal és aldehidekkel.  A pálmaviaszt sokrétűen használják, élelmiszerek bevonására, polírozásra,  szörfdeszkák viaszolására és más célokra is alkalmazzák. A copernicia prunifera pálmából nyerik, és főként a miricil-cerotát nevű észterből áll.
A baktériumok közül egyedül a mikobaktériumok külső burkát alkotja egy speciális viasz, a fthiocerolen. 
A földviaszok (ozokerit és ceresin) főként szénhidrogénekből állnak. Szénből és lignitből vonják ki őket. Magas zsírsav- és alkoholtartalmuk miatt kemények. Eredetileg sötétbarnák és szagosak, de megtisztítva felhasználhatók.
A szintetikus viaszok főként kőolajból készülnek vákuumos desztillációval. Nagyrészt szilárd paraffinokat tartalmaznak, telített n- és izo-alkéneket, nafténeket, és aromás vegyületek szubsztitúcióit alkilekkel és nafténekkel. Többek között cipőkrémekhez és gyertyákhoz használják őket. Évente több millió tonnát állítanak elő. Tulajdonságai nagyban függnek a szénláncok elágazásának mértékétől. Szójából hidrogénezéssel készítenek viaszt, de a természetes viaszokat is képes a vegyipar szintetizálni. Élelmiszerekhez, gyertyákhoz, kozmetikai cikkekhez, vízhatlan ruhákhoz és polírozásra használják. A polietilénből készült viasz hosszú láncú (50-100) telített szénhidrogének keveréke. Polietilén krakkolásával állítják elő 400 °C-on. 1995-ben 200 millió kilogrammot használtak fel belőle.

## Felhasználása

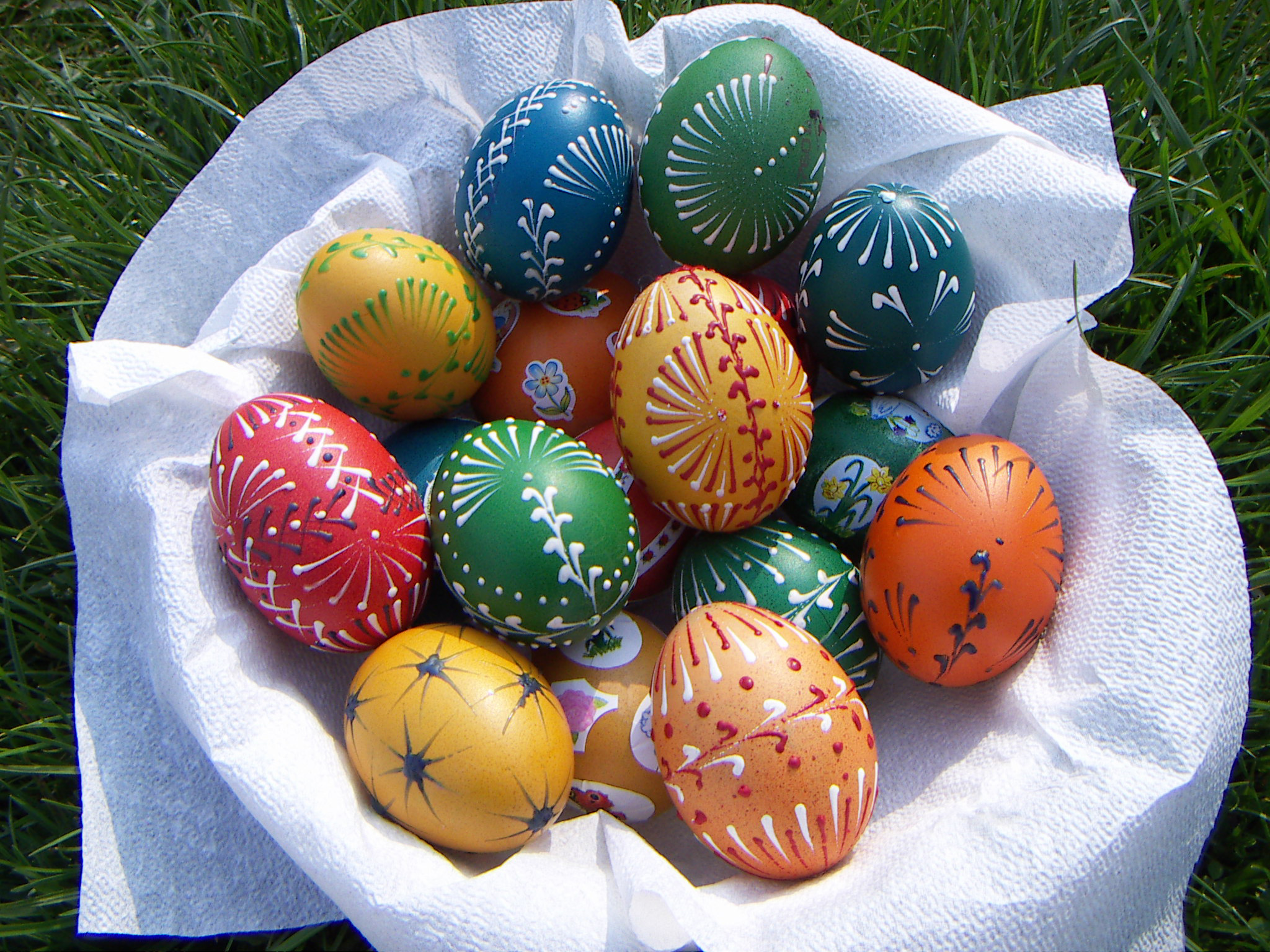
Viasszal díszített hímes tojások

Adalékanyagokkal paszta formájában is felhasználható és önmagában is szép bevonatrendszert alkothat, gyertyák gyártására és faanyagok felületkezelésére használják. Fán elcsúszó fát síkosít, de síkosítanak vele sílécet, szánkót és görkorcsolyát is. A viasz polírozásával a vele bevont felületek kifényezhetők, ezzel azonban csúszóssá is válnak. A lávalámpa "lávája" is viaszból készül. A kőolaj és a belőle kinyert paraffin elterjedése előtt a gyertyák kizárólagos alapanyaga volt. A kesicével (kicával) írt húsvéti tojásokhoz elengedhetetlen a méhviasz. Élelemmel érintkező tárgyakat, például deszkákat szintén átitatnak viasszal. A n csokoládébevonatához nélkülözhetetlen. Alakíthatósága miatt dísztárgyak készítéséhez is használják. A szobrászatban modelleket alkotnak belőle.
Speciális változata a fogtechnika igen fontos segédanyaga. A jojobaolajat és a japánviaszt zsírral és festékkel keverik, így készülnek kozmetikai cikkek és arcfestékek. A szappangyártás egyik nyersanyaga. A természetes viaszokat adalékanyagokként használják fel az élelmiszergyártásban.
A régi bútorok restaurálásában egy speciális viaszt, a bútorviaszt használják. A fába dörzsölik, és polírozzák. A panoptikumokhoz is nélkülözhetetlen a viasz. Az arcokhoz eddig még nem sikerült olyan műanyagot előállítani, amivel a viasznál élethűbben lehetne megformálni őket.
Polietilén és polipropilén tartós festéséhez is viaszt használnak, ami éppen ezekből készül. Ruhákhoz is felhasználják ezt a viaszt. A viaszfestést ruhákon is alkalmazzák, így jobban bírja a viselést. Tintákban csökkenti a fröcskölést. Véd a korrózió ellen is.
Az egyiptomi múmiákat viaszfestékkel díszítették. Ezt a technikát enkausztikának nevezzük. Ma a festett viaszból viaszkrétát készítenek, és színes ceruzákhoz is használják.
Az ókorban és a középkorban a szűz viaszt gyógyszerekhez használták.
A pecsétviaszt a 16. századig használták dokumentumok pecsételésére. A spanyolviasz váltotta fel. Ismerték a raguzai, a montenegrói, a bizánci és a bolgár, a lengyel és a rigai viaszt.
Az ókori görögök és rómaiak viasztáblákra jegyzeteltek. Ennek az volt az előnye, hogy a viaszt elkenve az írást el lehetett tüntetni.
A középkorban a mézeskalácsos megbecsült foglalkozás volt. A mézeskalács mellett luxusgyertyákat is gyártottak, és mézzel is kereskedtek.
A reneszánsztól a klasszicizmusig szokás volt a bútorokat viasszal bekenni és polírozni.
A viaszból figurákat is készítettek, különösen a zarándokhelyeken.
Sok sajt bevonata hagyományosan viaszból készül.
Viasszal tették a papírt, szövetet, bőrt vízhatlanná. Így impregnáltak borítókat, kártyákat és képeslapokat is.
Az indigópapír is tartalmazott viaszt. Az írógépek korában ezzel készítettek másolatokat.
Az 1920-as évekig viaszhengereket használtak hanghordozónak a fonográfokban. Később is használták sokszorosításra, ahol az eredeti felvétel viaszra készült, és amit másolás előtt bearanyoztak. Az 1895 és 1955 között készült lemezeken, a második világháború után a hangszalagfelvételek átjátszásához is használtak viaszt. Ezüstözés után nyomatokat készítettek vele.

## Megjelenése a kultúrában

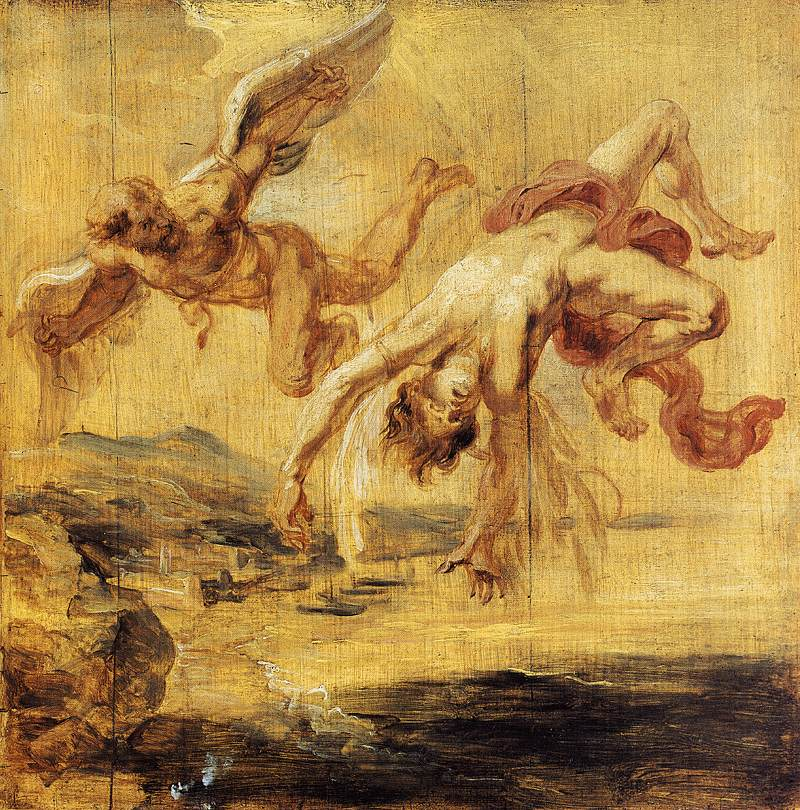
Peter Paul Rubens képe Ikarosz zuhanásáról. 1636

Daidalosz és Ikarosz történetében Daidalosz viasszal ragasztott tollakat a fia és a saját karjára, hogy repülni tudjanak. Ikarosz azonban kíváncsisága miatt túl magasra szállt, ezért a Nap hevétől megolvadt a viasz, a tengerbe zuhant és megfulladt.

## Fordítás
- Ez a szócikk részben vagy egészben  a   Wachs című német Wikipédia-szócikk fordításán alapul.  Az eredeti cikk szerkesztőit annak laptörténete sorolja fel. Ez a jelzés csupán a megfogalmazás eredetét és a szerzői jogokat jelzi, nem szolgál a cikkben szereplő információk forrásmegjelöléseként.
- Ez a szócikk részben vagy egészben  a   Wax című angol Wikipédia-szócikk fordításán alapul.  Az eredeti cikk szerkesztőit annak laptörténete sorolja fel. Ez a jelzés csupán a megfogalmazás eredetét és a szerzői jogokat jelzi, nem szolgál a cikkben szereplő információk forrásmegjelöléseként.

## Kapcsolódó szócikk
- Paraffin